# Steve Anderson (Journalist)

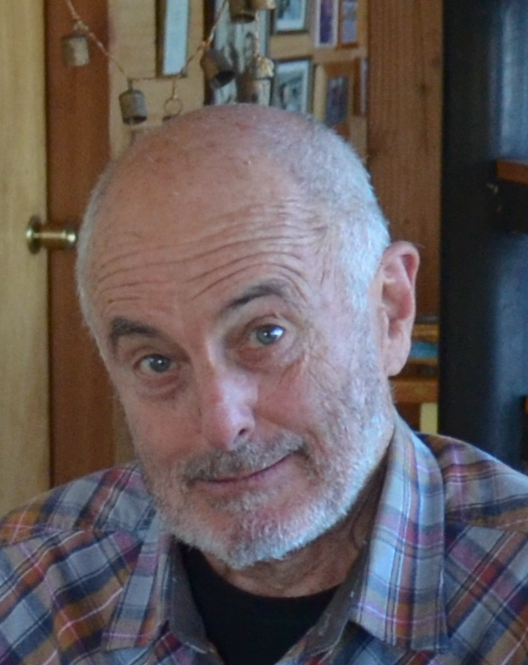
Steve Anderson (2017)

Stephen Nielson „Steve“ Anderson (* 8. Juni 1948 in Fayetteville, Arkansas; † 10. Mai 2018 in Puerto Montt) war ein amerikanischer Journalist, Politiker, Aktivist, Jurist und Widerstandskämpfer, der in Chile lebte. 1991 gründete er die  Santiago Times, die erste englischsprachige Zeitung Chiles, die er bis 2016 als Herausgeber begleitete.

## Leben in den USA
Steve Anderson unterrichtete in der Schule, arbeitete als Jurist und war neben anderen Aktivitäten schon früh in der Politik aktiv. So arbeitete er im Büro von US-Senator J. William Fulbright und später als Berater von William Vollie Alexander, einem Abgeordneten des Repräsentantenhauses für Arkansas.

## Leben in Chile
1987 zog es Anderson schließlich nach Chile, wo er sich am Widerstand gegen den chilenischen Diktator Augusto Pinochet beteiligte. Er half unter anderem bei der Vicaría de la Solidaridad, dem Zusammenschluss von Oppositionsgruppen, die unter dem Schutz der Katholischen Kirche stand.
Er lebte bis zu seinem Tod auf seiner biologischen Farm in Panitao, nahe der Stadt Puerto Montt, in deren Nähe er auch bei einem Autounfall durchs Leben kam. Steve Anderson hatte eine Frau und einen Sohn.

## The Santiago Times
Anderson gründete das Chilenische Informationsprojekt (Chilean Information Project, CHIP), das über politische, soziale und ökologische Themen berichten sollte. Als eine der Zeitungen ging 1991 die englischsprachige Zeitung The Santiago Times aus dem Projekt hervor, die er jahrzehntelang als Herausgeber, Journalist und Leiter unterhielt und die heute noch online über Themen in Chile und Lateinamerika berichtet. Anderson schrieb vor allem über (umwelt-)politische Themen, von denen er eine Vielzahl auch aus aktivistischer Sicht kannte.

## Politische Aktivitäten
Sein Leben stellte Steve Anderson in den Dienst der Politik. Auch wenn seine Unterstützung für die Demokratische Partei nie aufhörte, verlagerte sich sein Schwerpunkt immer mehr auf die chilenische (Lokal-)Politik. Nach der Diktatur engagierte er sich sehr stark im Gedenken an diese Zeit. Außerdem avancierte er im Süden Chiles zum Lokalpolitiker, der unerbittlich um die Umwelt kämpfte. Viel Respekt erntete er für seinen Einsatz gegen das Pocuro-Projekt, auf das er als einer der ersten aufmerksam machte. Eines seiner Hauptanliegen war der Schutz der Küstenlinie bei Puerto Montt, worunter die Forderung nach dem Erhalt des Río Trapéns und das Bündnis Patagonia Sin Represas fallen. Außerdem war Anderson Mitglied der Chucao Corporation. Zur Präsidentschaftswahl in Chile 2017 unterstützte er das neue linke Bündnis Frente Amplio.
Bekannt wurde Steve Anderson auch durch eine satirische Vertriebsaktion einer Holzpuppe über den Videodienst YouTube. Sein Clip „The Donald Doll“ richtete sich als Botschaft im Präsidentschaftswahlkampf der USA 2016 gegen den Kandidaten der Republikaner.